# سیارک ۱۵۵۳۰
سیارک ۱۵۵۳۰ (به انگلیسی: 15530 Kuber، نامگذاری:2000AV98) پانزده هزار و پانصد و سی‌امین سیارک کشف شده‌است که در ۵ ژانویه ۲۰۰۰ کشف شد.
قدر مطلق سیارک برابر ۱۴.۱ است.